# 和戸駅
和戸駅（わどえき）は、埼玉県南埼玉郡宮代町和戸一丁目にある、東武鉄道伊勢崎線の駅である。駅番号はTI 01。

## 歴史
- 1899年（明治32年）12月20日 - 仮停車場として開業[1]。現在地よりも下り方の日光御成道（現在の埼玉県道65号さいたま幸手線）沿いに開設された[2][3]。
- 1914年（大正3年）10月 - 駅の拡張および本格的な貨物取り扱いの開始[2]。
- 1915年（大正4年）4月1日 - 現在地に移転[4][注釈 1]。
- 1959年（昭和34年） - 貨物取り扱いの廃止[2]。
- 2006年（平成18年）3月18日 - 東京地下鉄（東京メトロ）半蔵門線・東急田園都市線直通列車が久喜駅までの乗り入れを開始したため、同列車が当駅へ停車開始。
- 2012年（平成24年）3月17日 - TI 01の駅ナンバリングを導入[5]。
- 2013年（平成25年）3月16日 - ダイヤ改正に伴い日中の区間準急が廃止[6]。浅草駅発着の列車は朝と夜の時間帯のみの運行となった[6]。
- 2016年（平成28年）3月31日 - ホームと改札口を連絡するエレベーター2基が供用開始。

## 駅構造
島式ホーム1面2線を有する地上駅。駅舎は上り線側にあり、ホームとは地下道で連絡する。

### のりば
| 番線 | 路線                   | 方向 | 行先       |
| ---- | ---------------------- | ---- | ---------- |
| 1    | 東武スカイツリーライン | 上り | 浅草方面   |
| 2    | 伊勢崎線               | 下り | 伊勢崎方面 |

- 上記の路線名は旅客案内上の名称（「東武スカイツリーライン」は愛称）で表記している。当駅は東武スカイツリーライン区間の範囲外であるが、久喜駅までの区間は列車運用上で実質的に東武スカイツリーライン系統の延長線上として扱われているため、上り浅草方面は便宜上直通先の名称で案内されている。

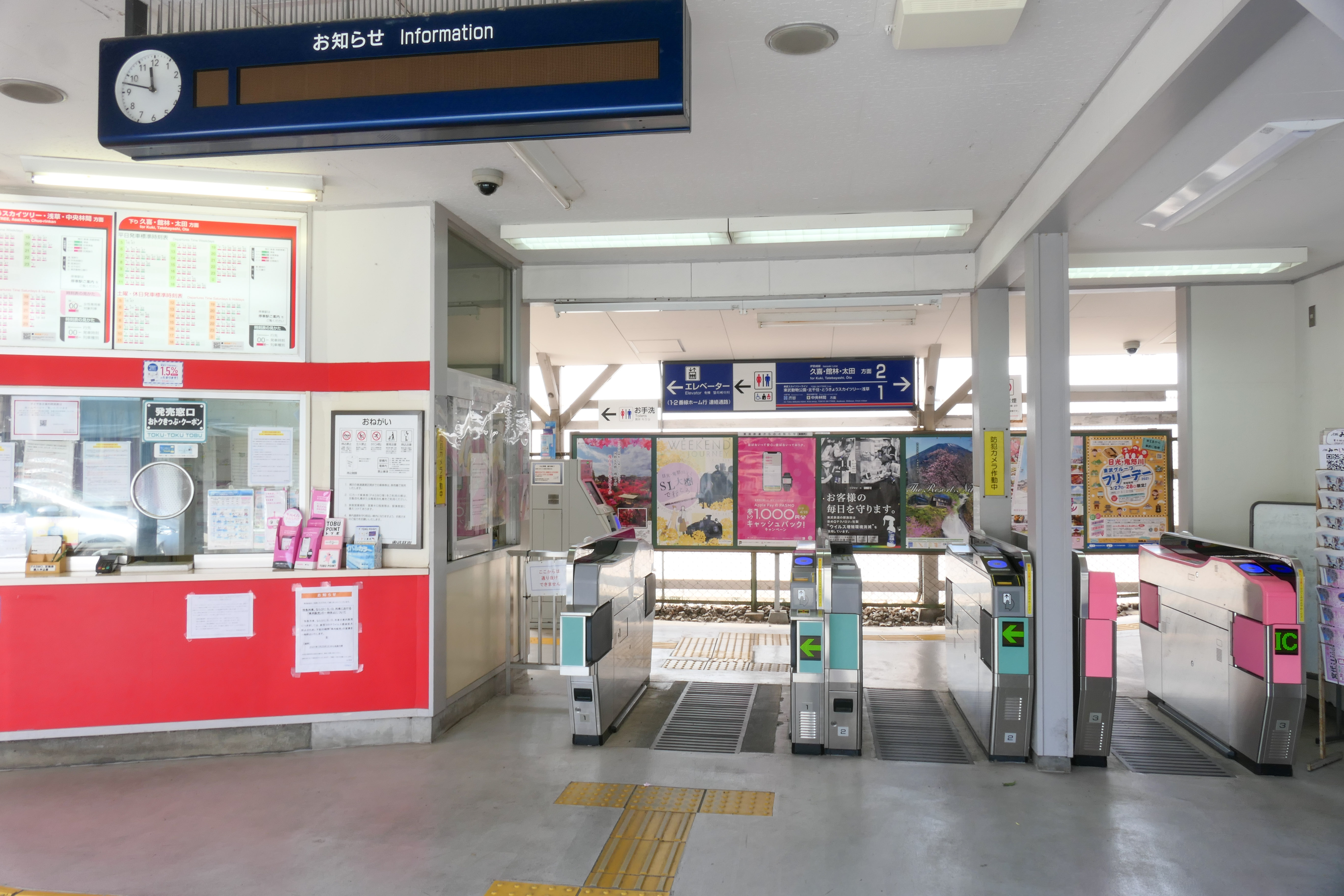
改札口（2021年4月）
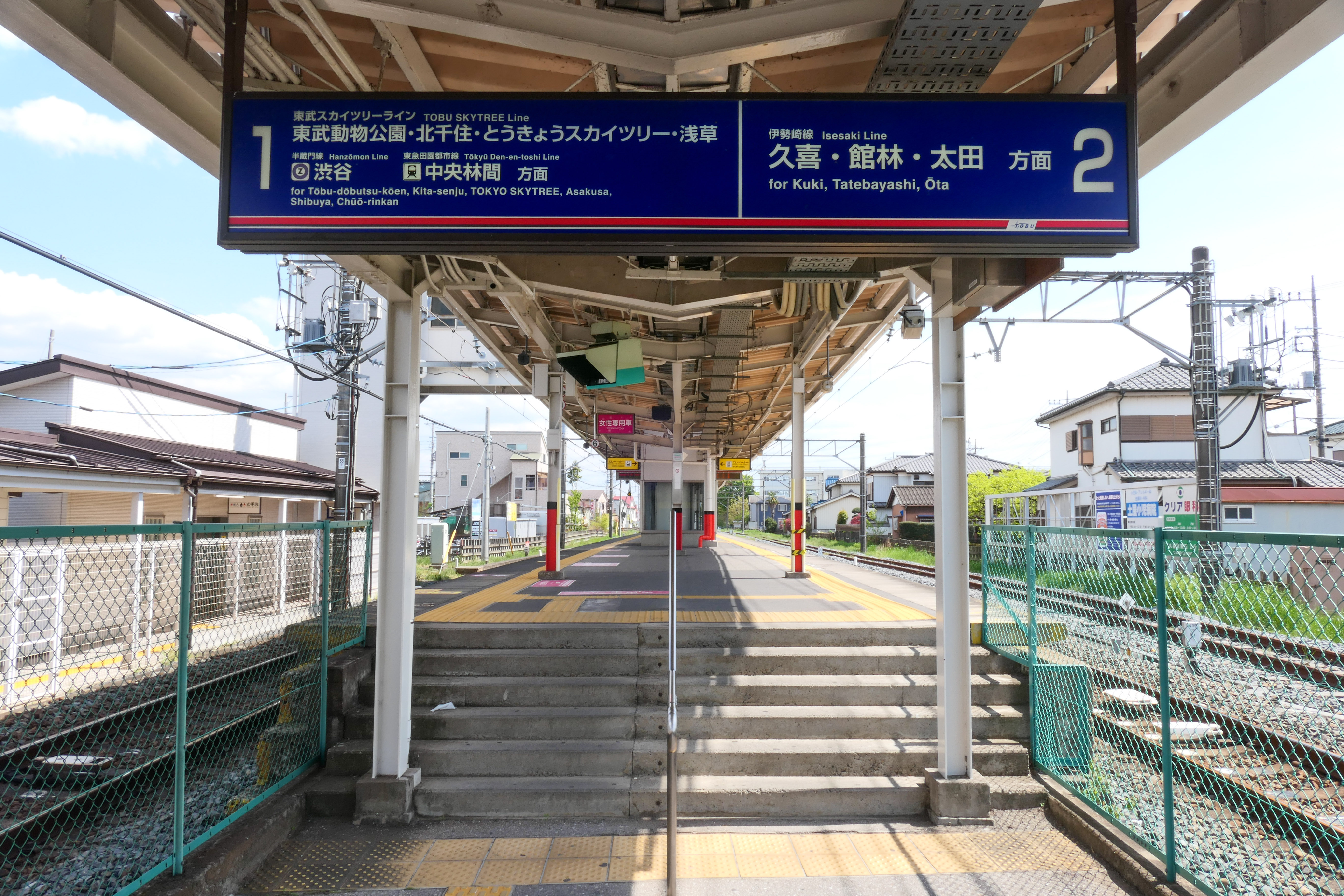
ホーム（2021年4月）

## 利用状況
2024年度の1日平均乗降人員は3,611人である。東京メトロ半蔵門線・東急田園都市線に直通する急行の停車駅の中では最も乗降人員が少ない。
近年の1日平均乗降人員の推移は下表のとおりである｡
| 年度               | 1日平均乗降人員 | 1日平均乗降人員 | 1日平均乗降人員 | 1日平均乗降人員 |
| 年度               | 総数            | 定期            | 定期外          | 出典            |
| ------------------ | --------------- | --------------- | --------------- | --------------- |
| 1993年（平成05年） | 6,193           | 4,750           | 1,443           |                 |
| 1994年（平成06年） | 6,031           | 4,596           | 1,435           |                 |
| 1995年（平成07年） | 6,078           | 4,508           | 1,570           |                 |
| 1996年（平成08年） | 5,948           | 4,376           | 1,572           |                 |
| 1997年（平成09年） | 5,775           | 4,228           | 1,547           |                 |
| 1998年（平成10年） | 5,629           | 4,114           | 1,515           |                 |
| 1999年（平成11年） | 5,385           | 3,906           | 1,479           |                 |
| 2000年（平成12年） | 5,187           | 3,802           | 1,385           |                 |
| 2001年（平成13年） | 5,088           | 3,676           | 1,412           |                 |
| 2002年（平成14年） | 4,934           | 3,550           | 1,384           |                 |
| 2003年（平成15年） | 4,725           | 3,330           | 1,395           |                 |
| 2004年（平成16年） | 4,676           | 3,306           | 1,370           |                 |
| 2005年（平成17年） | 4,613           | 3,230           | 1,383           |                 |
| 2006年（平成18年） | 4,724           | 3,218           | 1,506           |                 |
| 2007年（平成19年） | 4,740           | 3,218           | 1,522           |                 |
| 2008年（平成20年） | 4,766           | 3,240           | 1,526           |                 |
| 2009年（平成21年） | 4,511           | 3,188           | 1,323           |                 |
| 2010年（平成22年） | 4,493           | 3,108           | 1,385           |                 |
| 2011年（平成23年） | 4,276           | 2,962           | 1,314           |                 |
| 2012年（平成24年） | 4,291           | 2,958           | 1,333           |                 |
| 2013年（平成25年） | 4,282           | 2,972           | 1,310           |                 |
| 2014年（平成26年） | 4,087           | 2,844           | 1,243           |                 |
| 2015年（平成27年） | 4,127           | 2,864           | 1,263           |                 |
| 2016年（平成28年） | 4,017           | 2,804           | 1,213           |                 |
| 2017年（平成29年） | 4,073           | 2,838           | 1,235           |                 |
| 2018年（平成30年） | 4,170           | 2,924           | 1,246           | [ 東武 3 ]      |
| 2019年（令和元年） | 4,102           | 2,870           | 1,232           | [ 東武 4 ]      |
| 2020年（令和02年） | 3,175           | 2,320           | 855             | [ 東武 5 ]      |
| 2021年（令和03年） | 3,291           | 2,350           | 941             | [ 東武 6 ]      |
| 2022年（令和04年） | 3,462           | 2,416           | 1,046           | [ 東武 7 ]      |
| 2023年（令和05年） | 3,554           | 2,448           | 1,106           | [ 東武 8 ]      |
| 2024年（令和06年） | 3,611           | 2,448           | 1,163           | [ 東武 1 ]      |

## 駅周辺
- 宮代和戸郵便局
- 宮代町立須賀小学校
- 宮代町立須賀中学校
- 大落古利根川
- 備前堀川
- 埼玉県道409号和戸停車場線 - 駅前通り
- 宮代町町内循環バス「和戸駅」停留所

なお、東武動物公園の西ゲート周辺施設（東武スーパープールなど）は、距離的には東武動物公園駅よりも当駅が近いものの、当駅から東武動物公園への公共交通機関は存在しない。